# Drawa
Drawa es un pueblo bereber o amazig del valle del río Draa en el sur de Marruecos.
Su sistema social es complejo. Los poblados son regidos por una familia que habita en una residencia fortificada, mientras que el resto de los habitantes se agrupan alrededor.
Su economía es agrícola, basada en dátiles y cebada. También se cosecha trigo y maíz. Además se crían ovejas, cabras, caballos y camellos. Se complementa la dieta con la pesca en el río Draa.
Esta economía de subsistencia ha obligado a muchos a trasladarse a las ciudades (por ejemplo, a Casablanca) o a las minas de fosfato.
La herencia es patrilineal. La propiedad y los conflictos locales se resuelven mediante el kanun, conjunto convencional de leyes ancestrales.
Son musulmanes, conservando algunas creencias animistas anteriores a la invasión árabe.

## Fuente
- The Drawa Berber of Morocco(en inglés)

- El contenido de este artículo incorpora material de una entrada de la Enciclopedia Libre Universal, publicada en español bajo la licencia Creative Commons Compartir-Igual 3.0.

- Datos: Q8770706